# Bruno von Weymarn
Bruno Ferdinand Constantin von Weymarn (* 7. Juni 1899 in Morras; † 26. Juli 1956 in Stuttgart) war Gutsbesitzer in Estland und 1949 Mitgründer des Verbandes der Baltischen Ritterschaften.

## Leben
Er absolvierte 1917 die Domschule in Reval, studierte 1917 an der Universität Dorpat an der Medizinischen Fakultät, 1918 und 1920 an der Juristischen Fakultät und 1923–1926 an der Handelsfakultät. 1918 nach Krasnojarsk deportiert, nahm er als Teil des Baltischen Regiments am Unabhängigkeitskrieg Estlands teil. Seit 1925 war er mit Elisabeth von Krusenstiern verheiratet. Nach den Landreformen 1919 erhielt er das zu Morras gehörende Rittergut Strandhof als Wohnsitz. Seine Familie wurde 1939 als Folge des Hitler-Stalin-Pakts umgesiedelt. Nach kurzem Einsatz im Volkssturm 1945 geriet er in sowjetische Kriegsgefangenschaft, aus der er wegen seiner Herzschwäche schon 1946 entlassen wurde. In der Folge engagierte er sich nebenberuflich in der Flüchtlingshilfe für geflohene Deutschbalten und war 1949 Mitorganisator und -gründer des Verbandes der Baltischen Ritterschaften. 1956 erlag er einem Herzinfarkt. Er hinterließ zwei Kinder, darunter Peter W. von Weymarn.